# Sømna
Sømna est une kommune de Norvège. Elle est située dans le comté de Nordland.

## Localités
- Berg (65° 22′ 00″ N, 12° 12′ 00″ E)
- Homborneset (65° 20′ 00″ N, 12° 22′ 00″ E)
- Vennesund (65° 13′ 00″ N, 12° 03′ 00″ E)
- Vik (65° 18′ 00″ N, 12° 09′ 00″ E)